# توپراک‌لی (قره‌عیسی‌لی)
توپراک‌لی (به ترکی استانبولی: Topraklı) یک منطقهٔ مسکونی در ترکیه است که در کارایسالی واقع شده‌است.